# Xu Lai
Xu Lai (en chino simplificado:  徐来; Wade-Giles Hsü Lai; 1909-4 de abril de 1973) fue una actriz, socialité y espía china de la Segunda Guerra Mundial. Conocida como "Belleza Estándar", estuvo activa en la industria del cine por solo tres años y dejó de actuar tras el suicidio de la actriz Ruan Lingyu en 1935. Su primer esposo fue Li Jinhui, más conocido como el "Padre de la música pop china".
Durante la Segunda Guerra Sino-Japonesa, Xu y su segundo esposo,  el Teniente General Tang Shengming, aparentemente sirvieron bajo el gobierno nacionalista de Nankín controlado por los japoneses, pero trabajaron en secreto como espías de la resistencia de la República de China en Chongqing.                                                                  
Con la victoria comunista en la guerra civil china, Xu y Tang desertaron a la República Popular de China, pero fueron severamente perseguidos durante la Revolución Cultural. Xu Lai murió en prisión en 1973; mientras que su esposo sobrevivió y vivió hasta 1987.

## Primeros años

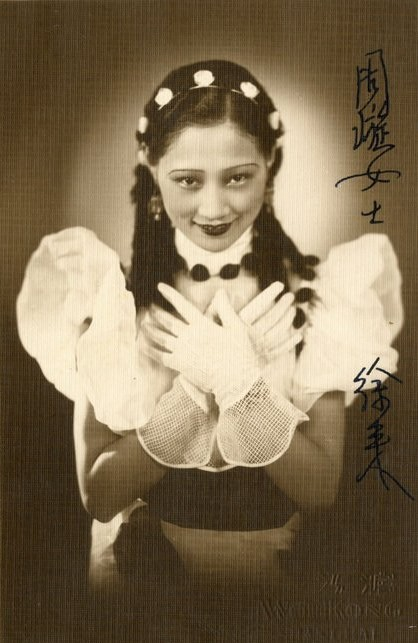
Foto autografiada de Xu Lai para Zhou Xuan, quién también trabajo en el Grupo de Canciones y Bailes de Luna Brillante

Xu nació en 1909 en Shanghái en el seno de una familia pobre, comenzó a trabajar en una fábrica de huevos de propiedad británica en Zhabei a los 13 años, pero luego asistió a una escuela después de que la fortuna de su familia mejoró.
En 1927, Xu asistió a la Escuela de Canto y Danza de China dirigida por Li Jinhui. También se unió a la Grupo de Canciones y Bailes de Luna Brillante y recorrió muchas ciudades de China y del sudeste asiático, En 1930 de casó con Li, quién era 18 años mayor y dio a luz a una niña llamada Xiaofeng.: 73 

## Carrera en el cine y Otras actividades

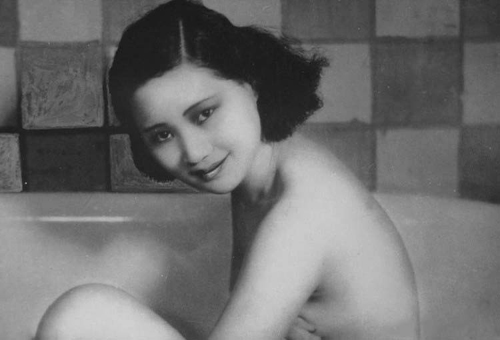
Xu Lai en Remnants of Spring (1933).

En 1932, Xu Lai fue reclutada por Zhou Jianyun, cofundador de la Compañía de Cine Mingxing, para unirse al estudio. Se hizo famosa después de protagonizar la película muda de 1933 Remnants of Spring (残春), probablemente la primera escena de baño femenino en la historia del cine chino. Más tarde protagonizó A Feather on Mount Tai (泰山 鸿毛). En 1934, protagonizó las populares películas patrióticas de Cheng Bugao Romance of Mount Hua (华山艳 华山艳) y Go Northwest (to Northwest).
Xu Lai, junto con Wang Renmei y Li Lili, fueron las primeras estrellas en retratar el vibrante, sano y sexy prototipo de "chica de campo", que se convirtió en una de las figuras más populares del cine chino, y luego heredado por el cine de Hong Kong.

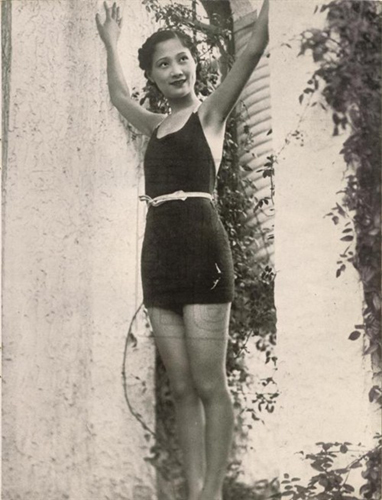
Xu Lai

Xu se hizo ampliamente conocida como la "Belleza Estándar", y se celebró una ceremonia para coronarla como la "Reina de la Belleza del Lejano Oriente". La Asociación de Mujeres Chinas de Shanghai desaprobaba fuertemente su "coronación". Entre las objeciones planteadas estaba de que ella "sorprendió al público al exhibirse desnuda", refiriéndose a su escena de baño en Remnants of Spring.
El suicidio de la actriz Ruan Lingyu en 1935, que provocó el suicidio de otras mujeres durante su procesión fúnebre de 3 millas (4.8 km) de largo, tuvo un gran impacto en Xu Lai. Ella dejó de actuar después de terminar su última película, The Boatman's Daughter (船家 女), dirigida por Shen Xiling. Siendo aclamada por la crítica y fue considerada su mejor película.
La repentina muerte de su hija Xiaofeng, En 1935, causó un colapso en su matrimonio con Li Jinhui y la pareja se divorció en noviembre de ese año. Li solicitó una compensación por la inversión que había hecho en entrenarla.

## Espía
En 1936, Xu Lai se casó con Tang Shengming (唐生明), un teniente general del Kuomintang de una prominente familia de Hunan. Tang era un notorio y amigo cercano de Dai Li, jefe de la Oficina de Investigación y Estadísticas (Juntong), el servicio secreto de la República de China. El asistente de Xu, Zhang Suzhen (张素贞), una espía de Juntong, se convirtió en la concubina de Tang, y los tabloides de Shanghai a menudo informaban historias salaces de qué los tres compartían la misma cama. Tang se aseguró de que Xu Lai le presentara a Dai Li a la "reina del cine" Hu Die, quien más tarde se convirtió en la amante del jefe de espías.
Un año después de su boda, estalló la segunda guerra sino-japonesa. El Ejército Imperial Japonés atacó a Shanghái en agosto de 1937 y en diciembre a la capital nacional, Nankín. El hermano mayor de Tang, el general Tang Shengzi, era el comandante del jefe de la condenada defensa de Nankín, que resultó en la Masacre de Nankín. Tang Shengming, mientras tanto, era el subcomandante de Changsha y el comandante del jefe de Changde, ambos en la provincia de Hunan.

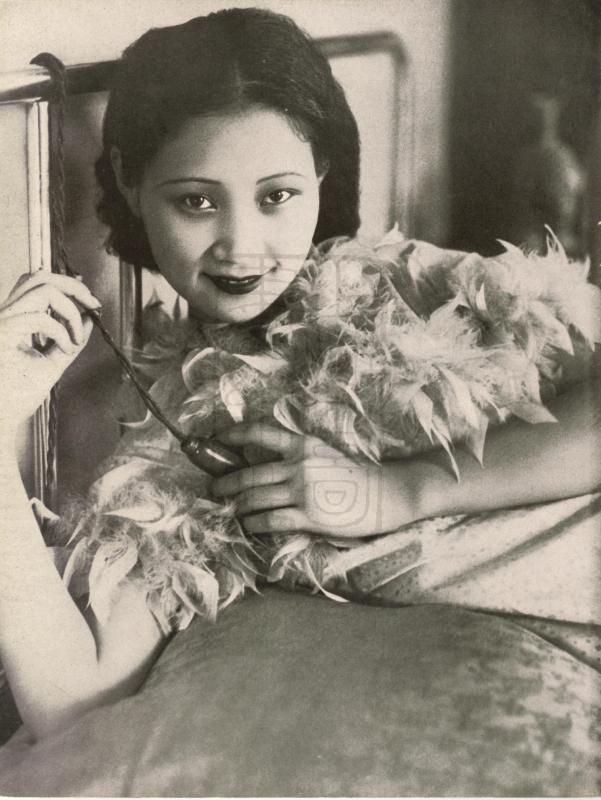
Xu Lai

En 1940, Tang Shengming se rindió contra los japoneses y fue reclutado para servir en el Gobierno nacionalista de Nankín (el régimen de Wang Jingwei), un gobierno títere establecido por Japón en Nankín. Tang fue nombrado comandante de la seguridad pública en la provincia de Jiangsu,: 390 mientras que Xu se hizo amiga íntima de las esposas de Wang Jingwei, Chen Gongbo y Zhou Fohai, los principales líderes del régimen títere. Fueron ampliamente condenados por el público chino como traidores, y Tang Shengzhi renunció públicamente a toda su relación con su hermano y cuñada.
Después de la rendición de Japón al final de la Segunda Guerra Mundial, el gobierno de Kuomintang reveló que Dai Li había enviado a Tang Shengming y Xu Lai para servir como espías en el régimen de Wang Jingwei. La pareja asumió grandes riesgos personales para obtener información sobre espías japoneses y movimientos de tropas y transmitirla a la resistencia. Según algunos informes, Xu Lai descubrió la identidad de un espía japonés mientras jugaba mahjong con la esposa de Zhou Fohai y entregó personalmente mensajes a espías chinos en Shanghái en situaciones urgentes.

## Después de 1949 y muerte

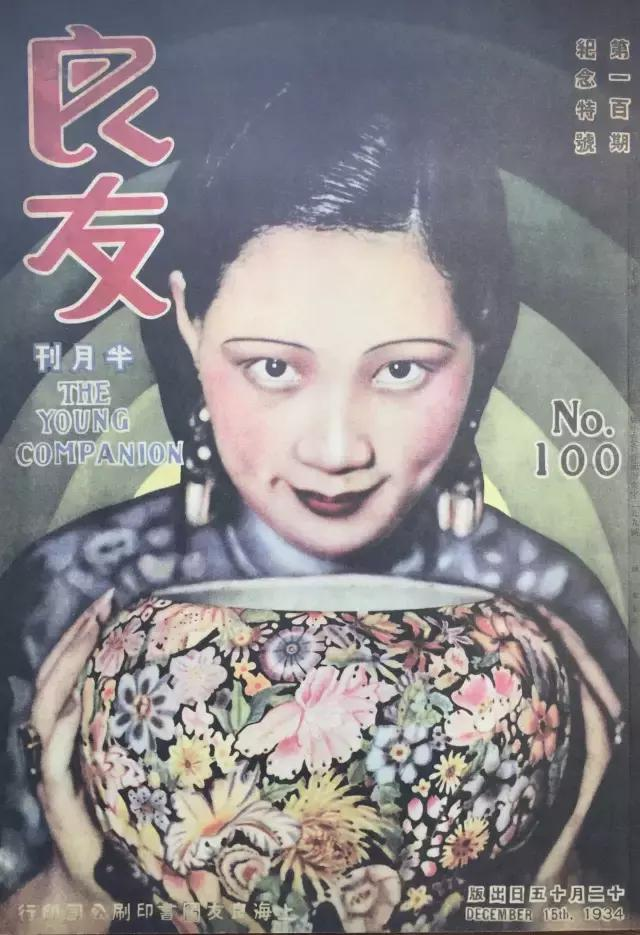
Xu Lai en una portada de 1934 de la revista The Young Companion, una sesión fotográfica en Shanghái.

En 1949, cuando Mao Zedong y sus comunistas estaban ganando la guerra civil china, Xu Lai se trasladó con su familia a Hong Kong británico, mientras que Tang Shengming fue a Changsha a unirse a la rendición del gobernador de Hunan Cheng Qian. En 1950, Tang fue nombrado subcomandante por el 21.er Grupo de Ejércitos del Ejército Popular de Liberación y luchó en las batallas contra las tropas del Kuomintang en las provincias de Guangdong y Guangxi.
En 1956, Tang fue nombrado consejero del Consejo de Estado de la República Popular China y Xu Lai se mudó con él a Pekín.
Cuando comenzó la Revolución Cultural en 1966, la esposa de Mao, Jiang Qing, comenzó a perseguir a muchos de sus antiguos colegas que estaban familiarizados con su pasado "burgués".: 81  Xu Lai y Tang fueron arrestados por cargos criminales infundados. El 4 de abril de 1973,: 374  Xu murió en prisión después de pasar años de tortura y maltrato, : 81  mientras que Tang sobrevivió al período tumultuoso y falleció en 1987.